# دیوید وارن (مخترع)
دیوید رونالد دی می وارن (انگلیسی: David Ronald de Mey Warren; ۲۰ مارس ۱۹۲۵ – ۱۹ ژوئیهٔ ۲۰۱۰) یک دانشمند استرالیایی بود که بیشتر به خاطر اختراع و توسعه ضبط کننده اطلاعات پرواز و ضبط کننده صدای کابین خلبان (همچنین با نام‌های FDR, CVR و «جعبه سیاه» شناخته می‌شود) شهرت دارد.

## زندگی‌نامه
دیوید وارن که منطقه دورافتاده گروت ایلاند در سواحل شمالی استرالیا متولد شد، دکترای خود را در تحقیقات سوخت و انرژی از امپریال کالج لندن دریافت کرد. او پس از بازگشت به استرالیا، به مدت ۳۱ سال در آزمایشگاه تحقیقات هوانوردی مشترک المنافع در ملبورن مشغول به کار شد.
در سال ۱۹۵۳، این آزمایشگاه وظیفه بررسی سقوط مرموز اولین هواپیمای تجاری جهان با موتور جت را بر عهده گرفت. دیوید وارن در مواجهه با کار دشوار بازسازی اشتباهات روی داده، ایده ای مبتکرانه داشت. او یک دستگاه ضبط صدا را در نظر گرفت که می تواند مکالمات کابین خلبان را در زمان واقعی ضبط کند و بینش مهمی را در مورد آنچه قبل از تصادف رخ داده را ارائه دهد تا از بروز مشکلات مشابه در آینده جلوگیری شود. دیوید وارن در مواجهه با بدبینی اولیه، یک نمونه آزمایشی را به تنهایی توسعه داد و اولین "جعبه سیاه" جهان را ایجاد کرد (اگرچه مدل او در واقع قرمز رنگ شده بود). این دستگاه ابتدایی اولین دستگاهی بود که قابلیت ذخیره صدا در ترکیب با داده های ابزار پرواز را داشت که یک پیشرفت عظیم در فناوری هوانوردی بود.
امروزه، معادل مدرن اختراع دیوید وارن در کابین خلبان‌های سرتاسر جهان اجباری است و نقش مهمی در بهبود مداوم استانداردهای ایمنی هوانوردی دارد.